# Diócesis de Dassa-Zoumè
La diócesis de Dassa-Zoumè (en latín: Dioecesis Dassana-Zumensis y en francés: Diocèse de Dassa-Zoumé) es una circunscripción eclesiástica de la Iglesia católica en Benín. Se trata de una diócesis latina, sufragánea de la arquidiócesis de Cotonú. Desde el 12 de febrero de 2015 su obispo es François Gnonhossou, de la Sociedad de Misiones Africanas.

## Territorio y organización

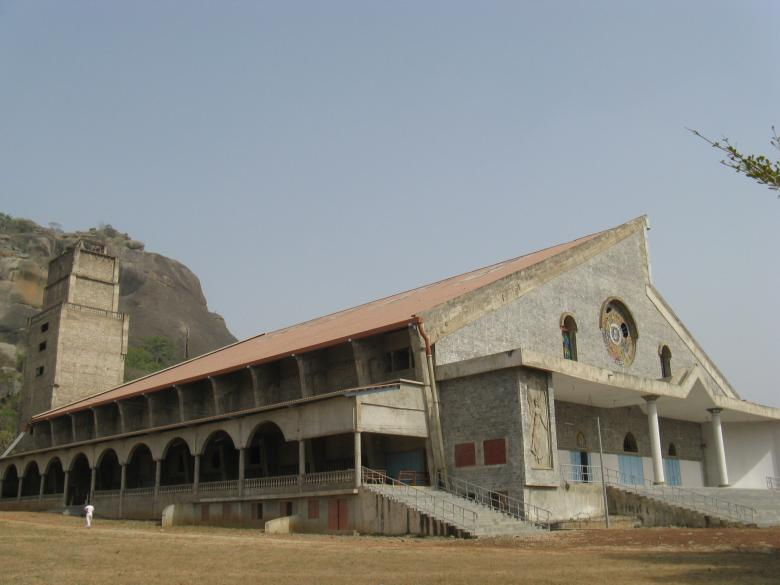
Gruta de Nuestra Señora de Arigbo, en Dassa-Zoumè

La diócesis tiene 13 931 km² y extiende su jurisdicción sobre los fieles católicos de rito latino residentes en el departamento de Collines.
La sede de la diócesis se encuentra en la ciudad de Dassa-Zoumè, en donde se halla la Catedral de Notre-Dame de Fourvière y la basílica de Nuestra Señora de Arigbo.
En 2021 en la diócesis existían 48 parroquias.

## Historia
La diócesis fue erigida el 10 de junio de 1995 con la bula Ad aptius fovendum del papa Juan Pablo II, obteniendo el territorio de la diócesis de Abomey.

## Estadísticas
Según el Anuario Pontificio 2022 la diócesis tenía a fines de 2021 un total de 374 718 fieles bautizados.
| Año                                                                             | Población            | Población | Población      | Sacerdotes | Sacerdotes    | Sacerdotes    | Bautizados por sacerdote | Diáconos permanentes | Religiosos | Religiosos | Parroquias |
| Año                                                                             | Bautizados católicos | Total     | % de católicos | Total      | Clero secular | Clero regular | Bautizados por sacerdote | Diáconos permanentes | Varones    | Mujeres    | Parroquias |
| ------------------------------------------------------------------------------- | -------------------- | --------- | -------------- | ---------- | ------------- | ------------- | ------------------------ | -------------------- | ---------- | ---------- | ---------- |
| 1999                                                                            | 198 000              | 378 000   | 52.4           | 22         | 20            | 2             | 9000                     |                      | 2          | 24         | 14         |
| 2000                                                                            | 201 000              | 384 000   | 52.3           | 21         | 19            | 2             | 9571                     |                      | 2          | 26         | 14         |
| 2001                                                                            | 198 526              | 372 300   | 53.3           | 23         | 21            | 2             | 8631                     |                      | 2          | 28         | 14         |
| 2002                                                                            | 195 900              | 373 581   | 52.4           | 25         | 23            | 2             | 7836                     |                      | 2          | 34         | 14         |
| 2003                                                                            | 213 423              | 364 188   | 58.6           | 28         | 26            | 2             | 7622                     |                      | 2          | 38         | 17         |
| 2004                                                                            | 200 118              | 450 115   | 44.5           | 26         | 24            | 2             | 7696                     |                      | 2          | 40         | 18         |
| 2006                                                                            | 320 000              | 483 000   | 66.3           | 31         | 30            | 1             | 10 322                   |                      | 1          | 43         | 19         |
| 2010                                                                            | 335 685              | 586 000   | 57.3           | 43         | 42            | 1             | 7806                     |                      | 1          | 53         | 22         |
| 2013                                                                            | 370 000              | 645 000   | 57.4           | 46         | 45            | 1             | 8043                     |                      | 1          | 62         | 25         |
| 2016                                                                            | 333 999              | 791 172   | 42.2           | 58         | 56            | 2             | 5758                     |                      | 2          | 85         | 46         |
| 2019                                                                            | 334 327              | 806 172   | 41.5           | 69         | 68            | 1             | 4845                     |                      | 1          | 66         | 46         |
| 2021                                                                            | 374 718              | 736 850   | 50.9           | 70         | 70            |               | 5353                     |                      |            | 86         | 48         |
| Fuente: Catholic-Hierarchy, que a su vez toma los datos del Anuario Pontificio. |                      |           |                |            |               |               |                          |                      |            |            |            |

## Episcopologio
- Antoine Ganyé (10 de junio de 1995-21 de agosto de 2010 nombrado arzobispo de Cotonú)
  - Sede vacante (2010-2015)
  - Benoît Gbemavo Goudote (15 de agosto de 2013-12 de febrero de 2015) (administrador apostólico)
- François Gnonhossou, S.M.A., desde el 12 de febrero de 2015